# اوسییون
اوسییون (به فرانسوی: Aussillon) یک کمون در فرانسه است که در canton of Mazamet-Sud-Ouest واقع شده‌است. اوسییون ۱۰٫۲۶ کیلومتر مربع مساحت دارد ۳۳۰ متر بالاتر از سطح دریا واقع شده‌است.